# Carlo Cesarini
Carlo Cesarini (Siena, 30 luglio 1827 – Lucca, 22 gennaio 1905) è stato un politico italiano senatore del Regno d'Italia dalla XVI legislatura.
Figlio di Giovanni Lorenzo e di Amalia di Rinaldo Pantanelli. Sua sorella fu Enrichetta, sposata con il matematico Tommaso Del Beccaro di Firenze. Carlo Cesarini sposò Zaira, figlia di Teodoro Corsi di Portoferrario (Elba) (Consigliere di governo del Gran Duce di Toscana, viceconsole del Re delle Due Sicilie, dottore in legge, notaio, nobile di Modigliana, cavaliere dell’ordine di S. Stefano), e di Adelaide del colonnello Alessandro Filippo Duchoqué de Tournai in Belgio. Zaira era nipote del senatore Augusto Duchoqué-Lambardi, ministro di stato, primo presidente della Corte dei Conti, prima nel Granducato, poi nel Regno d’Italia. 
Carlo Cesarini si laureò brillantemente in giurisprudenza all’Università di Siena e in seguito scelse la carriera di magistrato.
Nel 1866, quando Bettino Ricasoli cumulava la carica di Presidente del Consiglio e di Ministro di Grazia e Giustizia a Torino, allora capitale del Regno, Carlo Cesarini fu segretario generale del ministero di Grazia e Giustizia e dei culti (7 luglio – 4 novembre 1866) e direttore generale di questo ministero dal 4 novembre 1866 al 13 febbraio 1864. In questo periodo venne presentato a Cavour e nel corso della sua vita venne presentato e conobbe Vittorio Emanuele II, Umberto I e Vittorio Emanuele III.
Mentre ricopriva la carica di Primo presidente della Corte d’Apello di Lucca (29 aprile 1877 – 11 settembre 1891), fu nominato senatore del Regno il 7 giugno 1886, grazie non solo all'esemplare espletamento delle sue mansioni di magistrato, ma anche alla sua vasta e profonda conoscenza della materia giuridica italiana e straniera (conosceva il francese, l’inglese e il tedesco e in traduzione opere anche di altri paesi).

## Onorificenze
Commendatore dell’Ordine dei S.S. Maurizio e Lazzaro

Grande Ufficiale dell’Ordine dei S.S. Maurizio e Lazzaro

Gran Cordone dell’Ordine dei S.S. Maurizio e Lazzaro

Cavaliere ufficiale dell’Ordine della Corona d’Italia

Commendatore dell’ordine della Corona d’Italia

Grande Ufficiale dell’ordine della Corona d’Italia

Gran Cordone dell’ordine della Corona d’Italia

Decorato dell’Ordine del Leone di Zöringen del Gran Ducato del Baden.